# Steakhouse

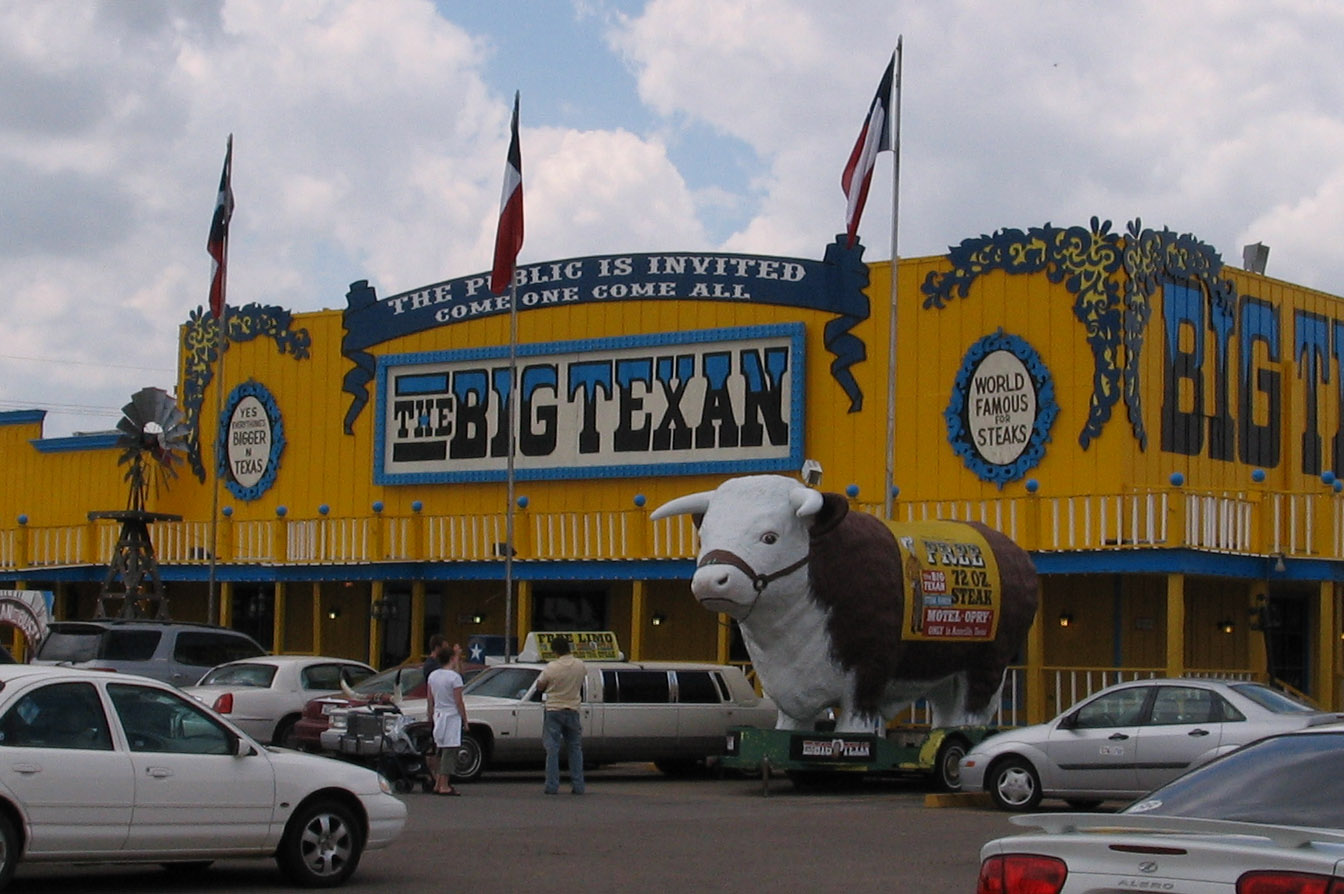
The Big Texan Steak Ranch em Amarillo, Texas

Uma steakhouse, steak house ou chophouse refere-se a um restaurante especializado em bifes e costeletas, encontrados principalmente na América do Norte. As steakhouses modernas também podem oferecer outros cortes de carne, incluindo aves, costela assada e vitela, bem como peixes e outros frutos do mar.

## História
Chophouses começaram em Londres na década de 1690 e serviam porções individuais de carne, conhecidas como costeletas. O carácter tradicional da comida servida manteve-se zelosamente ao longo de finais do século XIX, apesar dos novos estilos culinários do Continente, que estavam a se popularizar. As casas eram normalmente abertas apenas para homens.
As steakhouses surgiram nos Estados Unidos em meados do século 19 como um desenvolvimento de pousadas e bares tradicionais. As steakhouses podem ser restaurantes finos casuais ou formais.
A chophouse mais antiga de Londres, a Simpson's Tavern, é considerada uma instituição de Londres e mantém sua decoração do século XIX. A mais antiga churrascaria em operação contínua nos Estados Unidos é a Old Homestead Steakhouse na cidade de Nova York, fundada em 1868. Antes disso, havia chophouses na cidade de Nova York, como o Cobweb Hall, de propriedade de David Pattullo, que era conhecido por suas costeletas de carneiro e oferecia opções de menu adicionais, como bifes, rins de cordeiro, bacon e batatas.
Hoje, as steakhouses são encontradas em todo os EUA.